# Ealing Common (stanice metra v Londýně)
Ealing Common je stanice metra v Londýně, otevřena 1. července 1879. Nachází se na dvou linkách :
- District Line - mezi stanicemi Ealing Broadway a Acton Town
- Piccadilly Line - mezi stanicemi North Ealing a Acton Town

| Rok  | Počet cestujících |
| ---- | ----------------- |
| 2011 | 3,25 mil.         |
| 2012 | 3,24 mil.         |
| 2013 | 3,34 mil.         |
| 2014 | 3,57 mil.         |